# Замена аортального клапана
Работая по принципу насоса, сердце поддерживает непрерывное кровообращение и отвечает за жизнедеятельность каждого органа на клеточном уровне. Соответственно оно выполняет одну из самых важных функций в организме человека. Циркуляция крови в организме человека в одном направлении обеспечивается за счёт сердечных клапанов, основная функция которых препятствовать обратному кровотоку в момент подготовки одной из камер сердца к выбросу очередной порции крови. Движение крови из левого желудочка в аорту происходит с участием аортального клапана. В силу разных обстоятельств он может перестать нормально функционировать, поэтому для предотвращения тяжелых кардиологических последствий требуется проведение хирургической коррекции.
Проявляется она в замене аортального клапана. Новейшие методики выполнения этой процедуры, дали возможность проводить эту сложную операцию несмотря на возраст пациента и его общее состояние.
Причинами поражения аортального клапана могут быть разными. Среди всего их разнообразия можно выделить две группы по происхождению.

## Врождённые и приобретённые поражения аортального клапана
Врождённые, они возникают через наследственные болезни, в результате которых поражается соединительная ткань в период внутриутробного развития плода:
- аортоаннуляционная эктазия,
- остеопороз,
- муковисцидоз,
- синдром Марфана,

А причиной приобретённых поражений аортального клапана могут выступать следующие заболевания: волчанка, ревматизм, сифилис, атеросклероз, септический или ревматический эндокардит.
Кроме перечисленных выше причин к поражению клапана могут привести: облучение области грудной клетки вследствие влияния радиации на организм, возрастные изменения организма, расслоение и сужения аорты, травмирование клапана.

## Диагностика дефектов аортального клапана
Перед проведением операционного вмешательства по замене аортального клапана, пациент подвергается целому комплексу диагностических процедур, которые позволяю установить причины и степень патологии, а также помочь выбрать наиболее эффективный метод хирургического вмешательства для каждого случая заболевания.
Наиболее часто применяются следующие виды медицинского обследования:
- эхокардиография;
- ЭКГ с обязательным выслушиванием шумов сердца, а также рентгенологическое исследование, для определения уровня кальцинирования стенок аорты;
- катетеризация полостей сердца которая позволяет определить легочно-капиллярное давление с ангиографией, которая проводится для оценки состояния коронарных сосудов сердца;
- суточный мониторинг работы сердца;
- изотопное сканирование сердца;
- анализы крови[1].

В настоящее время существует несколько подходов к замене аортального клапана. Однако, такие процедуры несут определённый большой риск для некоторых категорий пациентов, особенно на фоне других заболеваний и, собственно, ослабленного организма.

## Методы замены аортального клапана
В общем выделяют такие методы замены аортального клапана:
1. Традиционное протезирование аортального клапана, которое проводят под общим наркозом на открытом сердце. Такой подход используют, в том случае если клапан серьёзно повреждён, которые затрудняют установку другим способом.
2. Замена аортального клапана у пациентов, которым не желательно проводить традиционное протезирование, такую операцию проводят с использованием малоинвазивных методик.

Одними из таких методов есть инновационный подход TAVI, который практикуют в ряде зарубежных клиник. На практике используются два варианта имплантации:
Имплантация аортального клапана через бедренную артерию
Трансфеморальная имплантация предполагает введение катетера диаметром около 6 мм через бедренную артерию. Катетер содержит имплантат аортального клапана, который помещают в область «старого» клапана аорты и фиксирует. После установки «новый» клапан начинает функционировать незамедлительно.
Имплантация аортального клапана через верхушку сердца
В случае невозможности выполнения протезирования аортального клапана через бедренную артерию, кардиохирурги используют трансапикальный доступ. С этой целью осуществляется небольшой разрез в области грудной стенки (миниторакотомия), через который происходит доставка катетерной системы со включённым в неё биологическим протезом аортального клапана.